# Sportclub Heerenveen
O Sportclub Heerenveen (frísio: Sportklub It Hearrenfean) é um clube neerlandês de futebol, com sede no município de Heerenveen, Frísia, fundado em 20 de julho de 1920. Joga a Eredivisie, a primeira divisão do campeonato neerlandês.

## História
O Sportclub Heerenveen foi fundado em 20 de julho de 1920 no município de Heerenveen, Frísia, como Athleta. Mudou de nome duas vezes, primeiro para Spartaan e depois para v.v. Heerenveen, em 1922. Enquanto os Países Baixos estavam ocupados pela Alemanha, durante a Segunda Guerra Mundial, o Heerenveen venceu três vezes consecutivas o campeonato do Norte dos Países Baixos e, após o final da Segunda Guerra Mundial, conquistou o mesmo título seis vezes seguidas; o domínio do clube é parcialmente atribuído à presença de Abe Lenstra. Durante esse período, Abe Lenstra levou o Heerenveen a uma famosa vitória sobre o Ajax, em um dos jogos mais notáveis da história do futebol doméstico neerlandês. Após estar perdendo por 5 a 1, com apenas 25 minutos restantes para o final da partida, a equipe frísia, com uma reação épica, conseguiu obter a vitória por 6-5.
Durante a década de 1950, o domínio regional do Heerenveen diminuiu, e após a profissionalização do futebol neerlandês, Abe Lenstra saiu para se juntar ao Sportclub Enschede, antes que o clube de onde ele partiu fosse rebaixado para a Tweede Divisie. No final da década, Heerenveen conseguiu voltar para a Eerste Divisie, mas logo foi rebaixado novamente. Em 1969–70, o clube frísio venceu a Tweede Divisie para retornar à Eerste Divisie e, em duas temporadas na década de 1970, o clube esteve perto de conseguir a promoção para a primeira divisão nacional, a Eredivisie. Em 1974, o clube teve problemas financeiros e posteriormente, para garantir sua sobrevivência, em 1º de junho de 1977, foi dividido em seções: amador e profissional, sendo a seção profissional renomeada para sc Heerenveen.
Na década de 1980, o SC Heerenveen chegou duas vezes aos playoffs de promoção, mas não obteve sucesso nas duas oportunidades.  Chegou finalmente à Eredivisie em 1990, tornando-se o primeiro clube frísio a atingir o nível mais alto, às custas dos rivais e vizinhos, SC Cambuur. A conquista foi alcançada sob o comando do técnico frísio Foppe de Haan. A primeira temporada do SC Heerenveen na divisão principal dos Países Baixos foi ruim e a equipe foi rebaixada, conseguindo retornar à Eredivisie em 1993. Apesar de terem sido rebaixados novamente nesse período, chegaram à final da KNVB Cup enquanto ainda eram um clube da Eerste Divisie. Posteriormente, tendo se estabelecido como um clube de primeira divisão, o SC Heerenveen mudou-se para um novo estádio, nomeado em homenagem ao seu maior jogador, o Abe Lenstra Stadion, e chegou à final da KNVB Cup pela segunda vez, na temporada 1996-97. A semifinal da KNVB Cup de 1998 foi perdida para o Ajax, mas como o Ajax e o outro finalista, o PSV Eindhoven, já estavam classificados para a Taça dos Campeões Europeus, foi necessária uma partida decisória para preencher o lugar vago na Taça dos Clubes Vencedores de Taças da próxima temporada. O SC Heerenveen teve que jogar contra o outro semi-finalista perdedor, o FC Twente. O SC Heerenveen venceu a partida em que Ruud van Nistelrooy marcou seu último gol pelo SC Heerenveen. A partida terminou em 3–1.
O SC Heerenveen tornou-se competidor regular na Copa da UEFA e, em 1999-2000, terminou em segundo na Eredivisie, a melhor classificação final de sua história, e se classificou para a Liga dos Campeões da UEFA de 2000-01.
O clube foi liderado de 1983 a setembro de 2006 pelo presidente Riemer van der Velde, o mais longo mandato de presidente em um clube profissional dos Países Baixos. Como resultado das transferências realizadas, que incluem Klaas-Jan Huntelaar, Afonso Alves, Michael Bradley, Miralem Sulejmani, Petter Hansson, Danijel Pranjić, Jon Dahl Tomasson, Marcus Allbäck, Erik Edman, Ruud van Nistelrooy e Daniel Jensen), o SC Heerenveen se tornou um dos clubes mais seguros financeiramente da Eredivisie. Um relatório de 2010 da associação holandesa de futebol mostrou que o SC Heerenveen  é o único clube da Eredivisie que tem um orçamento financeiramente seguro.
Sob o comando do técnico Trond Sollied, em 17 de maio de 2009, o clube derrotou o FC Twente na final. Depois de uma prorrogação que terminou com empate em 2-2, a disputa de pênaltis terminou em 5-4, com Gerald Sibon convertendo a penalidade vencedora, para conquistar o seu primeiro troféu importante, a KNVB Cup de 2008-09. Trond Sollied, no entanto, foi demitido em 31 de agosto de 2009 devido a uma fraco desempenho no início da temporada e a um conflito com os dirigentes do clube.

## Estádio
A equipe joga seus jogos em casa no Abe Lenstra Stadion, que foi inaugurado em 1994 e possui capacidade para 26.100 pessoas. Ao longo dos anos, o clube desenvolveu vários planos para expandir ainda mais o estádio. Um dos planos era estender pelo menos uma arquibancada lateral em direção ao campo de jogo, como visto em estádios ingleses de futebol. No entanto, devido a uma deterioração nos resultados do clube na liga e limitações financeiras, esses planos foram arquivados e é incerto se o clube algum dia vai realizá-los. Antes da mudança para o Abe Lenstra Stadion, o SC Heerenveen jogou no Sportpark Noord. As instalações de treino do clube são consideradas de classe mundial, o que é um fator importante no recrutamento de jogadores mais jovens. O nome das instalações do clube é Sportpark Skoatterwâld e estas são compartilhadas com o VV Heerenveen e sc Heerenveen (feminino).

## Elenco atual
Última atualização: 24 de março de 2025.

## Títulos
- KNVB Cup: 2008-09
- Tweede Divisie: 1969-70

## Rivalidades

Estádio do time.

### SC Cambuur
O SC Heerenveen mantém uma rivalidade muito acirrada com o SC Cambuur. Uma das razões da rivalidade é a curta distância entre os dois clubes. Por esse motivo, os clubes costumam se referir um ao outro como DKV, que significa Dertig Kilometer Verderop (Trinta Quilômetros Além), para que eles não precisem nem mencionar o nome um do outro. No entanto, o maior e mais confuso motivo é o pano de fundo dos clubes. Muitas pessoas que não estão envolvidas na rivalidade, acham difícil entender. A maioria dos fãs do SC Heerenveen são de pequenas vilas de toda a província (e até mesmo de fora dela) e têm muito orgulho de sua identidade frísia. Desde os anos 80, o clube expressa esse orgulho frísio ao resto dos Países Baixos. A bandeira frísia, o hino frísio, todos os símbolos frísios estavam ligados ao clube, o que fez do SC Heerenveen o rosto da Frísia. Em virtude disso, o SC Cambuur foi desaparecendo lentamente na sombra do SC Heerenveen, e como reação, os torcedores do SC Cambuur começaram a se distanciar da identidade frísia. Atualmente, o SC Cambuur não se considera um clube frísio, mesmo com o clube estando situado na capital da província, na cidade de Leeuwarden. Eles agora se chamam Leeuwarders, ou também conhecidos como "pessoas da cidade". Os torcedores do Heerenveen são ironicamente chamados boeren (agricultores) porque Heerenveen não é considerada uma cidade e os torcedores vivem principalmente em pequenas vilas. Por causa dos sucessos do SC Heerenveen e dos fracos desempenhos do SC Cambuur, incluindo quase a falência, a rivalidade foi quase esquecida. Mas quando o SC Cambuur foi promovido de volta à Eredivisie em 2013, vencendo a temporada 2012/13 da Eerste Divisie, a rivalidade foi revivida. Antes do encontro de 29 de setembro de 2013, o confronto não era disputado havia 13 anos, dando ao SC Cambuur uma grande oportunidade de provar a si mesmos. O SC Heerenveen venceu o jogo por 2-1. O jogo em Leeuwarden no final da temporada, foi vencido pelo SC Cambuur por 3-1.

### FC Groningen
A ausência do SC Cambuur fez com que o time mais próximo que se encontrava na Eredivisie fosse o FC Groningen, e este, logo se tornou rival do SC Heerenveen. Surpreendentemente, os dois clubes do norte costumavam manter uma certa amizade no passado. Portanto, essa rivalidade do Derby do Norte, é baseada apenas na localização geográfica. Como a maioria dos torcedores do SC Heerenveen sempre considerou o SC Cambuur como principal rival, esse derby é frequentemente referido como um derby substituto. Tradicionalmente, o vencedor do confronto reivindica o título Orgulho do Norte. Durante os dias anteriores ao jogo, os torcedores do SC Heerenveen e do FC Groningen se provocam por meio de ações lúdicas, geralmente sem violência. Uma vez, os torcedores do SC Heerenveen roubaram os pontos centrais do estádio Oosterpark e ergueram a bandeira da Frísia no Martinitoren, a torre mais alta de Groninga, combinada com uma faixa dizendo "SCH op eenzame hoogte" (SCH solitário na altura).  O jardim da frente da casa de um dirigente do FC Groningen já foi cheio de escombros de um canteiro de obras. Isso ocorreu porque a construção do Euroborg teve que ser interrompida devido a um grande erro de projeto. Os torcedores do FC Groningen reagiram pintando uma estátua do maior ídolo da história do SC Heerenveen, Abe Lenstra, de verde e branco, as cores do FC Groningen.  Eles também transformaram um viaduto perto de Heerenveen em verde e branco.
Um ano depois, na temporada 2001-2002, os torcedores do FC Groningen deram ao jogador do SC Heerenveen Anthony Lurling o título de "Maior trapaça da temporada" e, então, entregaram a ele como prêmio, uma máquina de costura. Nessa mesma semana, os sinais com o nome de Heerenveen foram alterados para "Hoerenveen It Sucks" (trocadilho com prostituta) pelos torcedores do FC Groningen. Na temporada seguinte, os torcedores do FC Groningen provocaram o SC Heerenveen novamente, desta vez estabelecendo um posto de fronteira na fronteira entre Groninga e a Frísia. 

## Cores, escudo e hino
As cores e formas presentes no escudo do clube são inspiradas na bandeira da Frísia. A bandeira da Frísia é baseada nos brasões de armas do século XV. As listras e formas, que são na verdade representações de lírios d'água amarelos, representam os distritos da Frísia, embora possam parecer corações de amor, na verdade não são. Uma tradição única na Eredivisie neerlandesa é que o hino nacional da Frísia é tocado e cantado antes de cada partida como mandante. A UEFA não permite esta tradição em jogos de competições europeias, no entanto, o hino é cantado pelos torcedores de qualquer maneira.

## Uniformes

### 1º Uniforme
| 2020–2021 | 2019–2020 | 2018–2019 | 2017–2018 | 2016–2017 |

### 2º Uniforme
| 2020–2021 | 2019–2020 | 2018–2019 | 2017–2018 | 2016–2017 |

### 3º Uniforme
|  |  |  |  |  |  |  |  |  |  |  |  |  |  |  |  |  |  |  |  |  |  |  |  |  |  |  | 2019–2020 |

### Outros
|  |  |  |  |  |  |  |  |  |  |  |  |  |  |  |  |  |  |  |  |  |  |  |  |  |  |  |  |  |  |  |  |  |  |  |  |  |  |  |  |  |  |  |  |  |  |  |  |  |  |  |  |  | 2018–2019 Combinação | 2017–2018 Combinação | 2016–2017 Combinação |